# Antonio Valiante
Antonio Valiante (Cuccaro Vetere, 22 marzo 1939 – Vallo della Lucania, 7 gennaio 2019) è stato un politico italiano.

## Biografia
Iscritto dal 1957 alla Democrazia Cristiana, fu vicesegretario provinciale a Salerno. Fu sindaco del suo piccolo comune natale, Cuccaro Vetere in Cilento dal 1960 al 1990. È stato anche segretario comunale negli anni Sessanta, nella provincia di Salerno, all'Enit e alla Comunità montana. Dal 1990 al 1995 fu consigliere regionale campano per la DC.
Dopo lo scioglimento della DC, venne eletto deputato con il Partito Popolare Italiano nel 1994 nella XII legislatura, restando in carica fino al 1996. Fu anche assessore regionale dal 1993 al 1995 con la DC e dal 2000 al 2005 con la Margherita e vicepresidente della giunta regionale della Campania dal 2005 al 2015 al fianco del governatore Antonio Bassolino; dal 2007 fece parte del PD. 
Suo figlio, Simone Valiante, è stato deputato del Partito Democratico nella XVII legislatura.
È morto a Vallo della Lucania il 7 gennaio 2019 all'età di 79 anni.